# The Bernie Mac Show
The Bernie Mac Show is een Amerikaanse komedieserie. Hiervan werden 104 afleveringen gemaakt die oorspronkelijk van 14 november 2001 tot en met 14 april 2006 werden uitgezonden op Fox.
Komiek en acteur Bernie Mac werd voor zijn hoofdrol in The Bernie Mac Show in zowel 2003 als 2004 genomineerd voor een Golden Globe. Dertig andere prijzen kreeg de serie daadwerkelijk toegekend, waaronder een Primetime Emmy Award voor het scenario van de pilotaflevering (van Larry Wilmore), Peabody Awards in 2002 en 2003 en de Satellite Award voor beste komedieserie in zowel 2003 als 2004.

## Uitgangspunt
Wanneer zijn drugsverslaafde zus Stacy wordt opgenomen in een afkickkliniek, neemt Bernie McCullough samen met zijn vrouw Wanda haar kinderen Vanessa, Jordan en Bryanna in huis. Niet gewend aan een rol als opvoeder, wordt hij regelmatig overweldigd door de gedragingen van zijn drie nieuwe gezinsleden. Oudste dochter 'Nessa' strijkt hem voortdurend tegen de haren in, van de stille en eigenaardige Jordan snapt hij maar weinig en hij is was in de handen van jongste kind Bryana.

## Rolverdeling
*Hoofdcast
- Bernie Mac - Bernie 'Mac' McCullough
- Kellita Smith - Wanda McCullough
- Camille Winbush - Vanessa 'Nessa' Thomkins
- Jeremy Suarez - Jordan Thomkins
- Dee Dee Davis - Bryana 'Baby Girl' Thomkins